# ريك أندرسون
ريك أندرسون (بالإنجليزية: Rick Anderson)‏ هو لاعب كرة قاعدة أمريكي، ولد في 25 ديسمبر 1953 في إنغليووود في الولايات المتحدة، وتوفي في 23 يونيو 1989 في Wilmington, Los Angeles ‏ في الولايات المتحدة.

## وصلات خارجية
- ريك أندرسون على موقعبيزبول رفرنس.كوم (الدوري الرئيسي) (الإنجليزية)
- ريك أندرسون على موقعبيزبول رفرنس.كوم (الدوري الثانوي) (الإنجليزية)
- ريك أندرسون على موقع مشجعي الرسوم البيانية (الإنجليزية)